# Polynormande
La Polynormande es una carrera ciclista profesional de un día que se disputa anualmente en Francia, a finales del mes de julio o principios del mes de agosto
Se disputa desde 1980. Desde la creación de los Circuitos Continentales UCI en 2005 forma parte del UCI Europe Tour, dentro la categoría 1.1. También es puntuable para la Copa de Francia de ciclismo. 
Se disputa con la meta situada en Saint-Martin-de-Landelles, en el departamento de Mancha. Toma la salida en la comuna de Avranches.
Pese a que es una prueba de escasa relevancia en el panorama ciclista internacional, su palmarés cuenta con un buen número de ciclistas ilustres como Lucien Van Impe, Bernard Hinault, Laurent Fignon, Richard Virenque o Sylvain Chavanel.
Los ciclistas que más veces se han impuesto son los franceses Marc Madiot y Richard Virenque, con dos victorias cada uno.

## Palmarés
| Año                           | Ganador                  | Segundo                 | Tercero               |           |
| ----------------------------- | ------------------------ | ----------------------- | --------------------- | --------- |
| ediciones amateur (criterium) |                          |                         |                       |           |
| 1980                          | Bernard Thévenet         | Jean-René Bernaudeau    | Raymond Martin        |           |
| 1981                          | Lucien van Impe          | Raymond Martin          | Pierre Le Bigaut      |           |
| 1982                          | Bernard Hinault          | Gilbert Duclos-Lassalle | Bernard Vallet        |           |
| 1983                          | Marc Madiot              | Sean Kelly              | Laurent Fignon        |           |
| 1984                          | Vincent Barteau          | Éric Caritoux           | Claude Criquielion    |           |
| 1985                          | Claude Criquielion       | Jean-Claude Bagot       | Marc Madiot           |           |
| 1986                          | Jean-René Bernaudeau     | Frédéric Brun           | Jean-Louis Gauthier   |           |
| 1987                          | Marc Madiot              | Pierre Le Bigaut        | Jean-René Bernaudeau  |           |
| 1988                          | Philippe Bouvatier       | Régis Clère             | Jérôme Simon          |           |
| 1989                          | Laurent Fignon           | Éric Caritoux           | Pedro Delgado         |           |
| 1990                          | Thierry Claveyrolat      | Éric Boyer              | Jean-Claude Bagot     |           |
| 1991                          | Thierry Marie            | Gérard Rué              | Jean-François Bernard |           |
| 1992                          | Jean-François Bernard    | Thierry Claveyrolat     | Richard Virenque      |           |
| 1993                          | Tony Rominger            | Jean-Philippe Dojwa     | François Lemarchand   |           |
| 1994                          | Dzhamolidin Abduzhaparov | Thomas Davy             | Jacky Durand          |           |
| 1995                          | Richard Virenque         | Laurent Madouas         | Marco Pantani         |           |
| 1996                          | Laurent Brochard         | Stéphane Heulot         | Luc Leblanc           |           |
| 1997                          | Richard Virenque         | Frédéric Guesdon        | Cédric Vasseur        |           |
| 1998                          | Stéphane Heulot          | Bobby Julich            | Laurent Brochard      |           |
| 1999                          | Laurent Dufaux           | Richard Virenque        | Stéphane Heulot       |           |
| 2000                          | Pascal Hervé             | Gilberto Simoni         | Charles Guilbert      |           |
| 2001                          | Laurent Jalabert         | Christophe Moreau       | Sylvain Chavanel      |           |
| 2002                          | Nicolas Vogondy          | Laurent Brochard        | Thierry Gouvenou      |           |
| ediciones profesionales       |                          |                         |                       |           |
| 2003                          | Jérôme Pineau            | Mickaël Pichon          | Walter Bénéteau       |           |
| 2004                          | Sylvain Chavanel         | Guido Trentin           | Christophe Oriol      |           |
| 2005                          | Philippe Gilbert         | Ludovic Turpin          | Mickaël Buffaz        |           |
| 2006                          | Anthony Charteau         | Bert Scheirlinckx       | Nicolas Crosbie       |           |
| 2007                          | Benoît Vaugrenard        | Mickaël Buffaz          | Bert De Waele         |           |
| 2008                          | Arnaud Gérard            | Jérôme Pineau           | Sandy Casar           |           |
| 2009                          | Matthieu Ladagnous       | Stefan van Dijk         | Wesley Sulzberger     |           |
| 2010                          | Andy Cappelle            | Jérémie Galland         | Romain Hardy          |           |
| 2011                          | Anthony Delaplace        | Julien El Fares         | Arnaud Gérard         |           |
| 2012                          | Tony Hurel               | Samuel Dumoulin         | Davy Commeyne         |           |
| 2013                          | José Gonçalves           | Matthias Brändle        | Sébastien Delfosse    |           |
| 2014                          | Jan Ghyselinck           | Antoine Duchesne        | Quentin Jauregui      |           |
| 2015                          | Oliver Naesen            | Fabrice Jeandesboz      | Antoine Duchesne      |           |
| 2016                          | Baptiste Planckaert      | Ryan Anderson           | Julien Duval          |           |
| 2017                          | Alexis Gougeard          | Johan Le Bon            | Laurent Pichon        |           |
| 2018                          | Pierre-Luc Périchon      | Pierre Gouault          | Lorrenzo Manzin       |           |
| 2019                          | Benoît Cosnefroy         | Valentin Ferron         | Damien Touzé          |           |
| 2020                          | cancelada                | cancelada               | cancelada             | cancelada |
| 2021                          | Valentin Madouas         | Benoît Cosnefroy        | Anthony Perez         |           |
| 2022                          | Franck Bonnamour         | Lorenzo Rota            | Anthony Turgis        |           |
| 2023                          | Arnaud De Lie            | Valentin Ferron         | Jordan Jegat          |           |
| 2024                          | Paul Lapeira             | Pascal Eenkhoorn        | Brieuc Rolland        |           |
| 2025                          | Nicolas Prodhomme        | Sandy Dujardin          | Axel Mariault         |           |

## Palmarés por países
| País       | Victorias |
| ---------- | --------- |
| Francia    | 33        |
| Bélgica    | 8         |
| Suiza      | 2         |
| Uzbekistán | 1         |
| Portugal   | 1         |